# Kendra Lust
Pour les articles homonymes, voir Lust.
Kendra Lust, de son vrai nom Michelle Anne Mason, née le 18 septembre 1978 à Madison Heights, est une actrice américaine de films pornographiques.

## Biographie
D'origines italienne et canadienne, Kendra Lust naît dans le Michigan en septembre 1978. Elle a toujours adoré jouer au basket-ball et au softball. Professionnellement, elle débute comme stripteaseuse et, en parallèle, comme camgirl. L'un de ses objectifs est le financement de ses études. De fait, Kendra Lust réussit à obtenir un diplôme (bachelor) en soins infirmiers de l'université du Michigan et pratique cette profession pendant sept ans,.
De nombreux fans l’encouragent à faire carrière dans le porno et c’est ce qu’elle fait en 2012, à 33 ans. Elle enchaîne depuis les films et pose également pour de nombreux magazines.

## Distinctions
Récompenses
- 2015 : XBIZ Award : MILF Performer of the Year
- 2016 : AVN Award : MILF Performer of the Year
- 2017 : AVN Award : MILF Performer of the Year

Nominations
- 2013 : XBIZ Award : MILF Performer of the Year
- 2014 : AVN Award :
  - Best Group Sex Scene
  - MILF Performer of the Year
- 2014 : XBIZ Award : MILF Performer of the Year
- 2015 : AVN Award :
  - MILF Performer of the Year
  - Best Porn Star Website
- 2015 : AVN Award : Female Performer of the Year
- 2015 : XRCO Award : MILF of the Year

## Filmographie sélective
- 2012 : Hall Pass Ass
- 2013 : 2 Chicks Same Time 13
- 2014 : Girlfriends Teaching Girlfriends 1
- 2015 : Lesbian Adventures: Older Women, Younger Girls 8
- 2016 : Dani Is A Lesbian
- 2017 : Kendra's Angels
- 2018 : Seduced by a Cougar 52

### Sitographie
- Ressource relative à l'audiovisuel :   - IMDb
- Ressources relatives à la pornographie :   - Adult Film Database
  - Adult Web Movie Database
  - Internet Adult Film Database
- (en) (en) Site officiel
- (en) Kendra Lust sur Filly Films
- (en) Kendra Lust sur New Sensations
- Kendra Lust sur Sweetheart Video